# حميد سمندريان
حميد سمندريان (بالفارسية: حمید سمندریان) ولد في 6 مايو 1931 – 12 يوليو 2012 مخرج ومترجم إيراني شهير في السينما والمسرح.  قدم العديد من الأعمال الدرامية المترجمة خلال حياته، بما في ذلك عمل لا خروج الذي كتبه جان بول سارتر، والأشباح التي كتبها هنريك إيبسن، و The Glass Menagerie بواسطة تينيسي ويليامز وزواج السيد ميسيسيبي بواسطة فريدريش دورنمات . 
كان له دورٌ كبير في تدريب الكثير من الممثلين والمخرجين المشهورين الآن على الساحة مثل: عزت الله انتظامي، رضا كيانيان، غولاب أدينه، مهدي هاشمي، شهاب حسيني، حجة بقائي، رابعة اوسكوئي، برفيز بورحسيني، أحمد أغالو.  تزوج من هوما روستا، ممثلة سينمائية وممثلة إيرانية.

## نشاطه المسرحي
ترجم و نظم العديد من المسرحيات الشهيرة التي كتبها مسرحيون عالميون خلال حياته مثل فريدريش دورنمات، برتولت بريشت، أنطون تشيخوف ، اوجين يونسكو، آرثر ميللر ، ماكس فريش ، تينيسي ويليامز ، جان بول سارتر ، وهينريك إبسن منها:
- زيارة السيدة فريدريش دورنمات - 2008
- دائرة الطباشير القوقازية ، برتولت بريخت - 1999
- زواج السيد ميسيسيبي ، فريدريش دورنمات - 1990
- النورس ، أنطون تشيخوف - 1978
- لعب ستريندبرغ ، فريدريش دورنمات - 1973 و 2000
- وحيد القرن ، يوجين إيونسكو - 1973
- منظر من الجسر ، آرثر ميللر - 1970
- أندورا ، ماكس فريش - 1968
- الزواج القسري ، موليير - 1965
- The Menagerie Glass ، تينيسي ويليامز - 1964
- Morts sé sépulture ، جان بول سارتر - 1964 و 1979
- أشباح ، هنريك إبسن - 1964
- نُشرت ترجمته لمسرحية برتولت بريخت حياة غاليليو في عام 2014 ، بعد عامين من وفاته. [4]

### نشاطه السينمائي
أخرج فيلمًا واحدًا بعنوان All Temptations of the Earth عام 1989

### النصوص الفنية والترجمات
حتى الآن يتم نشر ترجمات جديدة له في إيران بالإضافة إلى بعض المقابلات التي كان يجريها

## روابط خارجية
- حميد سمندريان على موقع IMDb (الإنجليزية)